# 大布拉塔利夫
49°59′31″N 27°56′56″E / 49.99194°N 27.94889°E
大布拉塔利夫（烏克蘭語：Великий Браталів）是烏克蘭北部的村莊，隸屬日托米爾州的日托米爾區。該村始建於1581年，面積14.21平方公里，海拔高度261米，2001年人口287。